# Adolfo Caminha
Adolfo Ferreira Caminha (Aracati, 29 maggio 1867 – Rio de Janeiro, 1º gennaio 1897) è stato un poeta e scrittore brasiliano, uno degli esponenti principali del naturalismo nel suo Paese.

## Biografia
Caminha nacque da Raimundo Ferreira dos Santos e Maria Firmina Caminha. Rimasto orfano all'età di 10 anni, andò a vivere con suo zio a Fortaleza. Nel 1883 si trasferisce a Rio de Janeiro, dove un altro suo parente lo immatricolò in una scuola navale. Nel 1886, pubblicò la sua prima opera: Voos Incertos. Nello stesso anno, fece un viaggio di istruzione negli Stati Uniti.
Nel 1887 dopo esser stato promosso a sottotenente, pubblicò i racconti Judite e Lágrimas de um Crente. Nel 1888 tornato a Fortaleza si innamora di Isabel de Paula Barros, la moglie di un alférez, che abbandona il marito per vivere con lui. La coppia aveva due figlie: Belkiss e Aglaís. Nello scandalo che seguì, fuggì a Rio de Janeiro, dove trascorse il resto della sua vita lavorando come funzionario.
Dal 1891, Caminha lavorò per quotidiani come il Jornal do Commercio, la Gazeta de Noticias e O País, usando lo pseudonimo di Félix Guanabarino. Inoltre pubblicò il romanzo A Normalista. Nel 1894, fece un resoconto del suo viaggio negli Stati Uniti, dal titolo No País dos Ianques ("nel paese degli Yankees"). Nel 1895, pubblicò il suo più celebre romanzo Bom Crioulo (descritto come il primo romanzo omosessuale dell'Occidente) e anche Cartas Literárias. Nel 1896 fondò un giornale intitolato Nova Revista, e in più pubblicò un nuovo romanzo: Tentação.

Povero e debilitato dalla tubercolosi, morì a soli 29 anni, lasciando due romanzi incompiuti (Ângelo e O Emigrado).
La sua opera, densamente tragica, fu poco apprezzata all'epoca per via dei temi trattati.